# Ugandatrichia manensis
Ugandatrichia manensis är en nattsländeart som beskrevs av Francois-Marie Gibon 1987. Ugandatrichia manensis ingår i släktet Ugandatrichia och familjen smånattsländor. Inga underarter finns listade i Catalogue of Life.